# نیترازولام
نیترازولام (انگلیسی: Nitrazolam) یک تریازولوبنزودیازپین (TBZD) است که از مشتقات بنزودیازپین (BZD) است که به‌عنوان داروی طراح به‌صورت آنلاین فروخته شده است.
این ماده ارتباط نزدیکی با کلونازولام یا فلونیترازولام دارد و تنها با حذف یک گروه کلر یا فلوئور به ترتیب در حلقه بنزن متفاوت است.